# Manlio Fabio Altamirano, Pánuco
Manlio Fabio Altamirano är en ort i Mexiko.   Den ligger i kommunen Pánuco och delstaten Veracruz, i den sydöstra delen av landet, 290 km norr om huvudstaden Mexico City. Manlio Fabio Altamirano ligger 18 meter över havet och antalet invånare är 243.
Terrängen runt Manlio Fabio Altamirano är mycket platt. Runt Manlio Fabio Altamirano är det ganska glesbefolkat, med 32 invånare per kvadratkilometer. Närmaste större samhälle är Oviedo, 6,4 km norr om Manlio Fabio Altamirano. Trakten runt Manlio Fabio Altamirano består till största delen av jordbruksmark.